# Trinity House

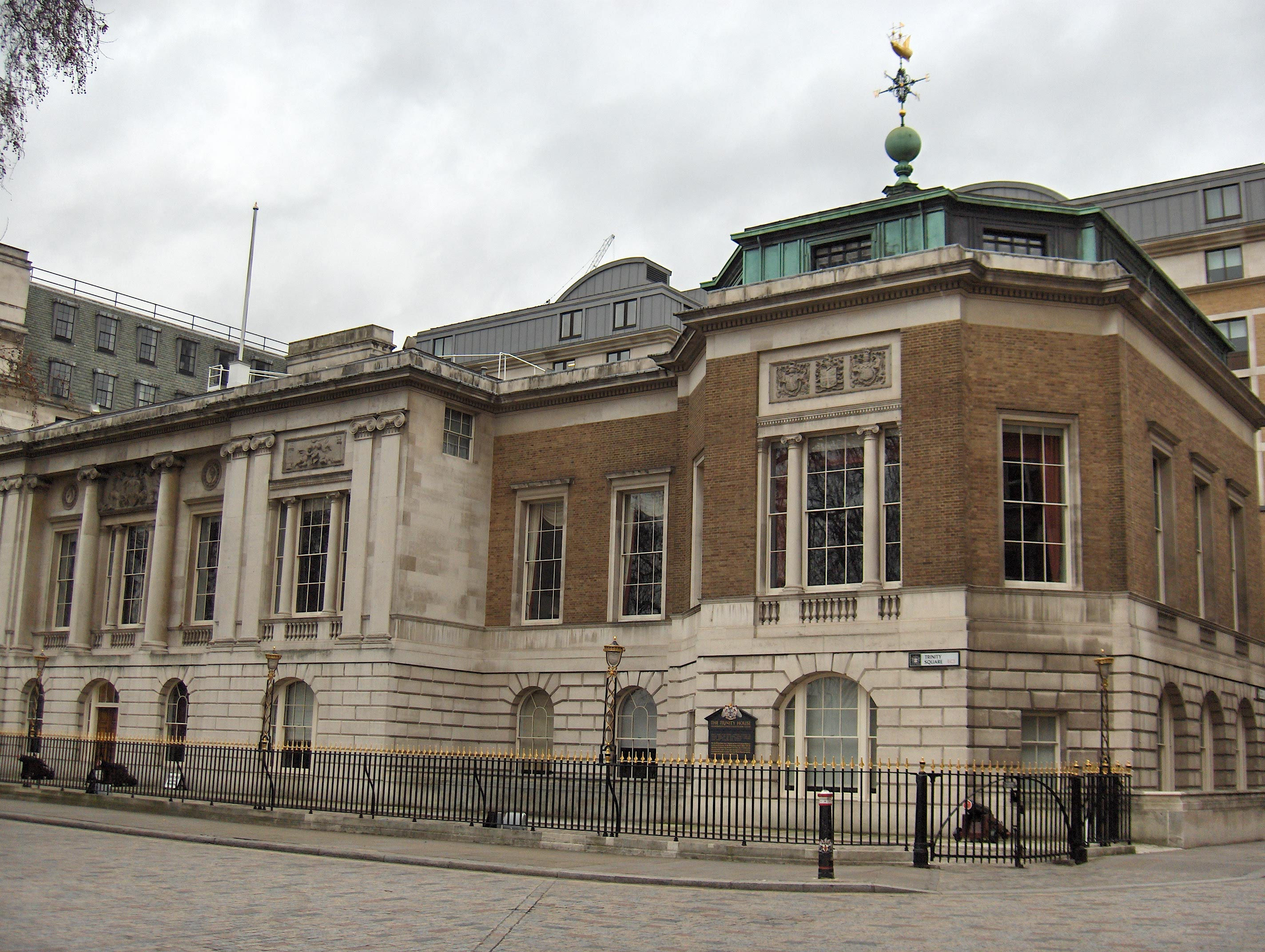
Trinity House, Tower Hill, London

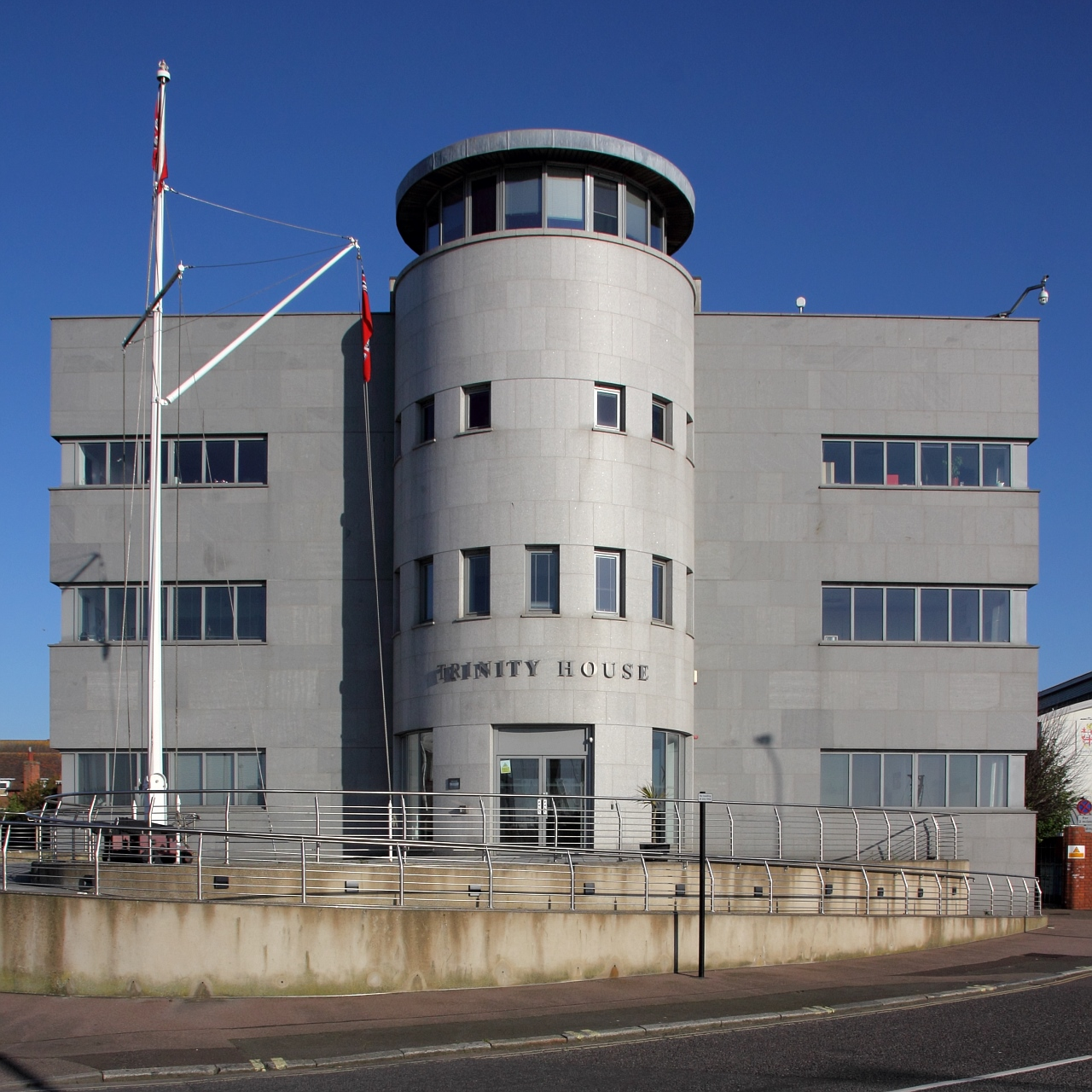
Trinity House, Harwich

Die Corporation of Trinity House of Deptford Strond, in der Regel mit dem Kurznamen Trinity House bezeichnet, ist die Leuchtfeuerverwaltung für England, Wales und die übrigen britischen Hoheitsgewässer. Nicht verwaltet werden Schottland, die Insel Man und Nordirland. Die Behörde ist zuständig für Bau und Betrieb von Leuchttürmen, Feuerschiffen und anderen Navigationshilfen, wie Tonnen und Radio- oder Satellitennavigationssystemen. Außerdem ist sie Lotsenorganisation für die nordeuropäischen Gewässer.

## Verwaltung

### Altbrüder und Jungbrüder
Trinity House wird von 31 Altbrüdern (Elder Brethren) geführt, an deren Spitze der Master (zurzeit die Princess Royal) steht. Die Altbrüder werden von 300 Jungbrüdern (Younger Brethren) gewählt. Die Jungbrüder fungieren auch als Berater und haben teilweise weitere Aufgaben. Sie werden von Laien (Lay People) mit seemännischem Hintergrund gewählt. Laienbrüder sind beispielsweise Marineoffiziere, Schiffskapitäne, Hafenmeister, Lotsen und Wassersportler.
Personen, die sich um die militärische oder Handelsschifffahrt in Großbritannien verdient gemacht haben, werden oftmals in diese Verwaltung gewählt. So war z. B. Winston Churchill Altbruder, nachdem er vor und während des Ersten Weltkriegs Erster Lord der Admiralität war. Im Zweiten Weltkrieg trug er bei öffentlichen Auftritten, besonders bei Anlässen, die die Marine betrafen, die Uniform oder die Mütze des Trinity House. Nach ihm war außerdem ein Schiff des Trinity House benannt.

### Master
Der Master ist zurzeit Anne, Princess Royal. Heute ist „Master“ aber nur noch ein Ehrentitel. Bekannte Master waren beispielsweise Samuel Pepys, Arthur Wellesley, 1. Duke of Wellington, und Admiral William Penn.

## Geschichte

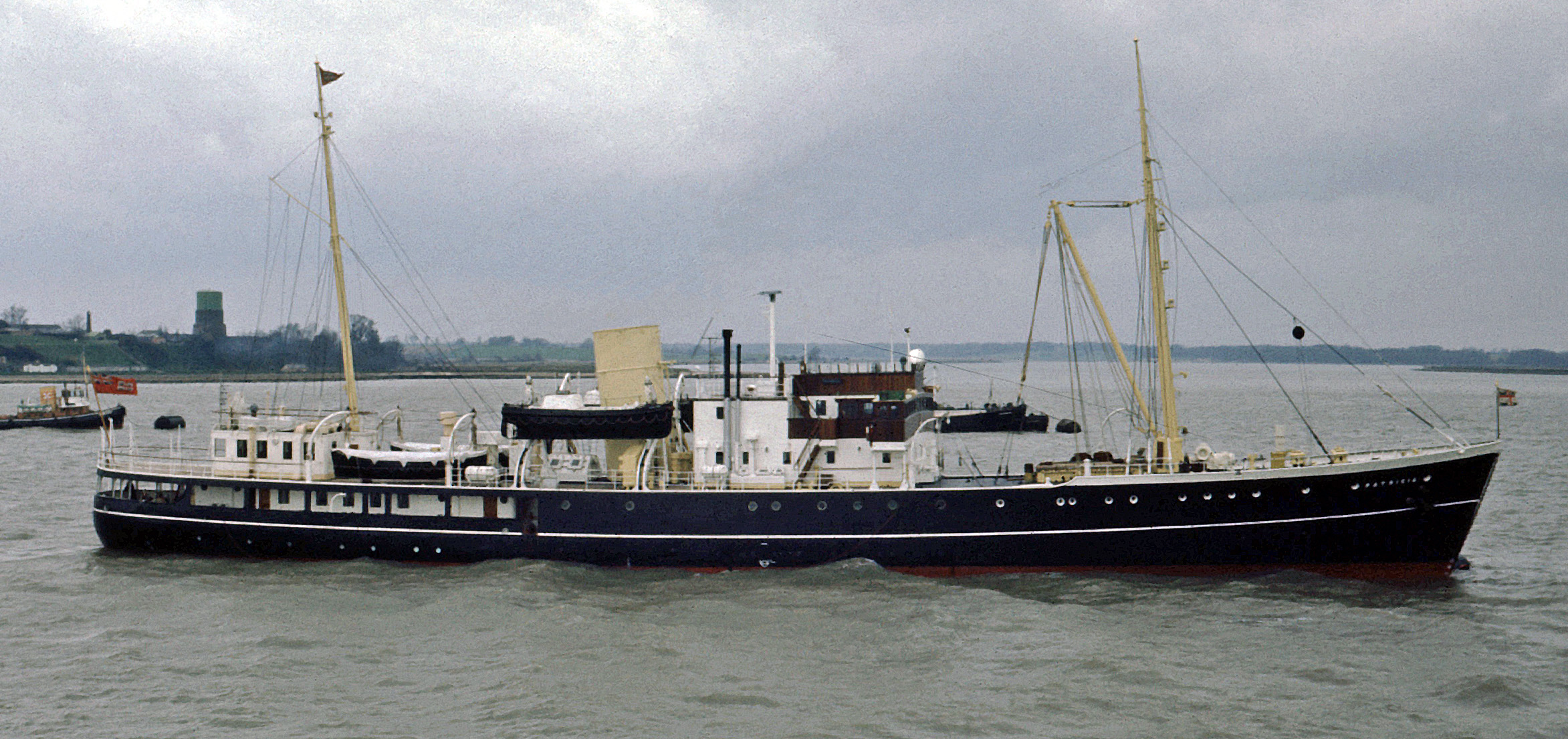
Patricia (1) war von 1938 bis 1982 im Einsatz

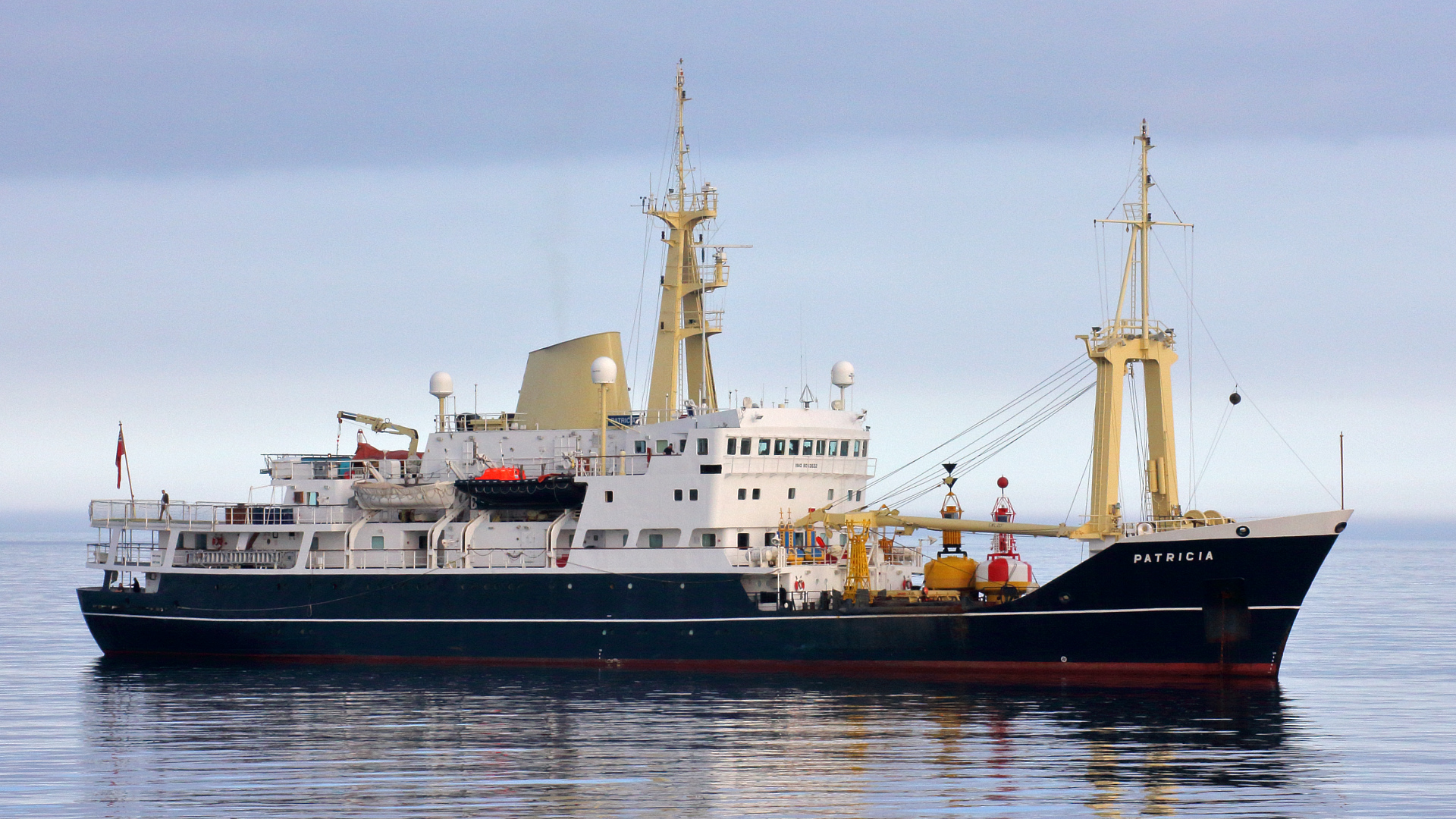
Patricia (Bj. 1982)

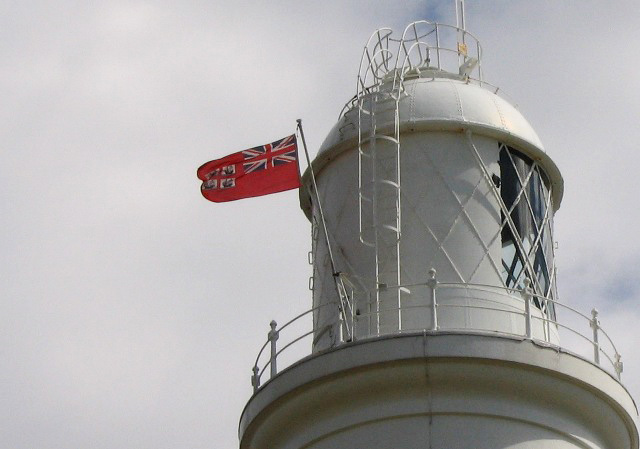
Leuchtturm mit dem Ensign des Trinity House

Die Behörde wurde 1514 durch einen Royal Charter von Heinrich VIII. unter der Bezeichnung „The Master, Wardens, and Assistants of the Guild, Fraternity, or Brotherhood of the most glorious and undivided Trinity, and of St. Clement in the Parish of Deptford-Strond in the County of Kent“ (Die Meister, Aufseher und Gesellen der Gilde, Orden und Bruderschaft der höchst ruhmreichen und unteilbaren Dreifaltigkeit und von St. Clemens in der Gemeinde von Deptford-Strond in der Grafschaft Kent) gegründet. Der erste Meister war Thomas Spert. Er war Kapitän des königlichen Flaggschiffs Mary Rose. Der Name der Gilde kam von der Kirche der Heiligen Dreifaltigkeit und St. Clement, welche an die neue Königliche Werft in Deptford grenzte.
Über viele Jahre befanden sich Standorte in Harwich, Great Yarmouth, Penzance, Swansea, East Cowes und auf der Themse (Trinity Buoy Wharf, bis 1988). Im Dezember 2002 wurde bekanntgegeben, dass die Standorte in Great Yarmouth, Penzance und East Cowes geschlossen werden.
Die Hauptverwaltung hat heute ihren Sitz in Harwich mit einer Außenstelle in Swansea und einem Standort der Fliegergruppe in St. Just. Ferner gibt es eine kleine Dienststelle in Tower Hill. Von Trinity House werden drei Schiffe betrieben: Die beiden Mehrzweckschiffe Patricia und Galatea und das schnelle Eingreifschiff Alert.
Am 23. Oktober 2024 unterzeichneten der Verteidigungsminister des Vereinigten Königreichs (John Healey) und der Verteidigungsminister Deutschlands (Boris Pistorius) im Trinity House das Trinity-House-Agreement.

## Abzeichen und Flagge
Das Abzeichen von Trinity House besteht aus dem Georgskreuz und vier Segelschiffen auf den weißen Flächen. Master und Deputy Master verwenden eigene Flaggen. Der Master das Abzeichen als Flagge im Verhältnis 1:2 mit dem Wappen von Trinity House und der Deputy Master als Flagge im Verhältnis 4:5 mit mittig angeordnetem rotem Kreis auf welchem sich die Helmzier des Wappens, ein Löwe mit Schwert, befindet.
Als Seeflagge verwenden die Schiffe den Red Ensign mit dem Abzeichen des Trinity House.

Abzeichen
Flagge (Ensign)
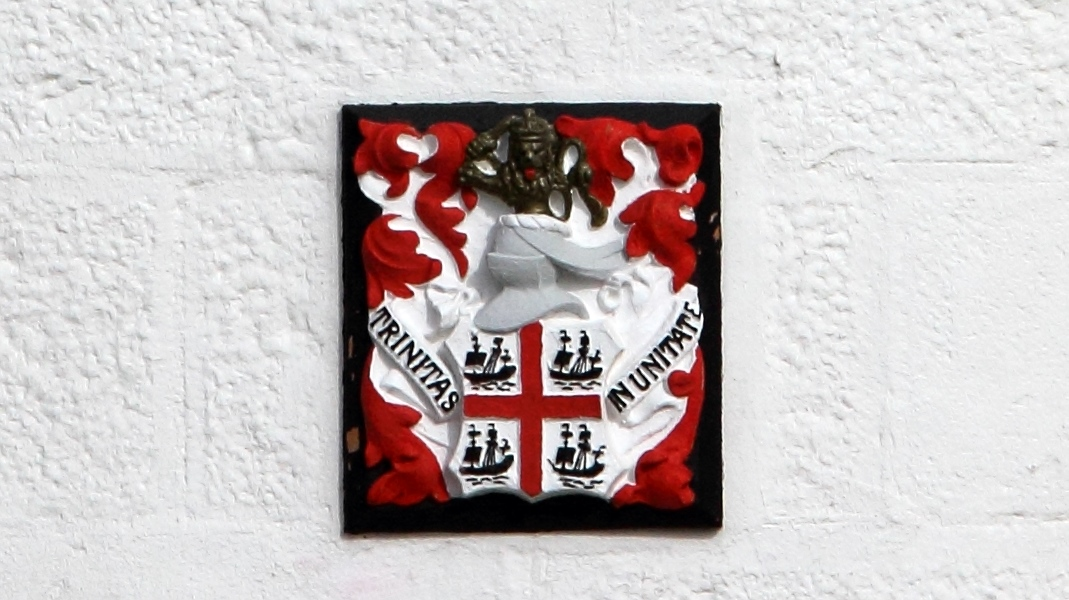
Trinity House Wappen am Leuchtturm Europa Point in Gibraltar